# Station Breyell
Station Breyell (Duits: Bahnhof Breyell) is een station in Breyell, een plaats in de gemeente Nettetal in de Duitse deelstaat Noordrijn-Westfalen. Het station ligt aan de lijn Viersen - Venlo.

## Treindienst
| Treintype | Verbinding                                                                                      | Dienstregeling |
| --------- | ----------------------------------------------------------------------------------------------- | -------------- |
| RE 13     | Venlo - Mönchengladbach Hbf - Neuss Hbf - Düsseldorf Hbf - Wuppertal Hbf - Hagen Hbf - Hamm Hbf | 1x/u           |

0: Viersen ·
5: Dülken ·
10: Boisheim ·
13: Breyell ·
18: Kaldenkirchen ·
21: Venlo